# Церква Покрови Пресвятої Богородиці (Сосулівка, УГКЦ)
Церква Покрови Пресвятої Богородиці в Сосулівці — парафія і храм греко-католицької громади Бучацької єпархії Української греко-католицької церкви в селі Сосулівка Чортківського району Тернопільської области.

## Історія

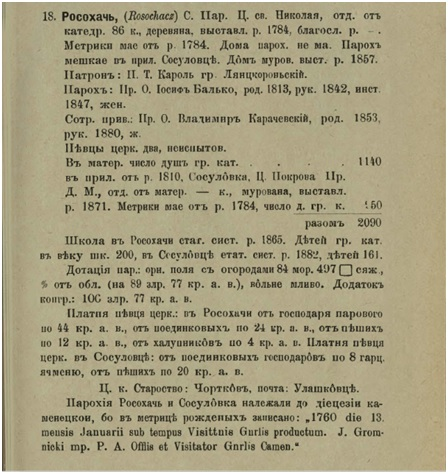
Дані про парафію у шематизмі 1887 р.

Перша письмова згадка про церкву Покрови Пресвятої Діви Марії в Сосулівці датується 1760 роком. У цей час храм належав до Каменецької дієцезії, а з 1784 року тут велася окрема метрика, що зазначається у виданні «Шематизм Всечесного кліру Греко-Католицької єпархії Станіславівської 1887 року». У 1810 році парафія була приєднана до парафії св. Миколая с. Росохач як дочірня.
У 1871 році завершилося будівництво мурованого храму. З 1909 року при парафії функціонувала спільнота «Апостольство молитви».
У 1946 році, після Львівського псевдособору, церкву, як і інші храми УГКЦ, де-юре узурпувала РПЦ. Отець Микола Когут був заарештований за відмову перейти у православ'я, а храм закрили до 1988 року. Тоді сюди був призначений о. Роман Глубіш, випускник Московської духовної семінарії.
У 1991 році в Сосулівці зареєстрували відновлену громаду УГКЦ. 10 березня 1993 року був зареєстрований Статут релігійної громади села Сосулівка УПЦ КП, після чого почалася запекла боротьба за храм, який не допускав греко-католиків. У цьому ж році греко-католицька громада збудувала капличку Матері Божої на честь проголошення Незалежності України.
У 2002 році громада УГКЦ збудувала на подвір'ї храму невелику тимчасову церкву, яку освятили о. Ігор Лесюк, о. Василь Стасів, о. Роман Шлапак за благословенням єпископа Іринея Білика. У цьому ж році греко-католики подали позов до Європейського суду з прав людини. 28 лютого 2008 року суд визнав порушення Україною своїх зобов'язань, підтвердивши право греко-католиків на храм, хоча служити в ньому вони досі не можуть.
13 листопада 2016 року владика Дмитро Григорак відвідав Сосулівку Улашківського деканату, де освятив відреставрований храм.

### Згадки ушематизмахяк про греко-католицький храм

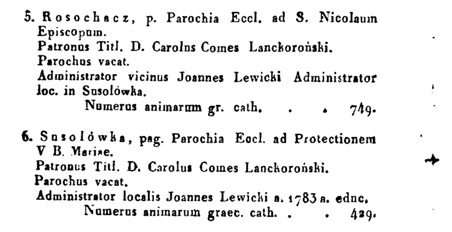
Шематизм УГКЦ 1832 р. с. 318

Інформація про храм Покрови Пресвятої Богородиці с. Сосулівка знаходиться у шематизмах УГКЦ за такі роки: 1832, 1836, 1839, 1840, 1842-1845, 1848, 1850, 1851, 1855-1868, 1871, 1872, 1874-1883, 1886-1888, 1890-1892, 1894-1907, 1909-1914, 1925, 1927, 1929-1931, 1935, 1938 .

### Парохи
1812-1847 — о. Йоан Левицький 
1847-1891 — о. Йосиф Балько
1891-1892 — о. Порфирій Гордієвський
1892-1906 — о. Іван Кудрикевич
1906-1918 — о. Северин Стрільбицький
1921-1938 — о. Стефан Воробець 
о. Микола Когут (у підпіллі)
о. Кацалай (у підпіллі)
о. Володимир Рущицький (у підпіллі)
1991-1996 — о. Володимир Петрів
1996-2000 — о. Ярослав Палій
2000-2005 — о. Роман Гамрацей
2005-2013 — о. Роман Гончарик
з 2013 — о. Володимир Заболотний

### Сотрудники
1886-1888 — о. Володимир Карачевський
1888-1889 — о. Олександр Соболевський
1890-1891 — о. Порфирій Гордієвський
1902-1909 — о. Василь Ковч
1909-1914 — о. Йосиф Ростоцький 
з 2024 — о. Василь Онишко

### Кількість вірнихгреко-католиків
1886 — 948 осіб
1896 — 1050 осіб 
1906 — 1305 осіб
1914 — 1387 осіб
1927 — 1424 осіб
1938 — 1498 осіб